# Ribadavia
Ribadavia là một đô thị trong tỉnh Ourense, thuộc vùng Galicia ở tây bắc Tây Ban Nha. Dân số 3.365 người, diện tích 20,2 km².